# Els Blaus
Els Blaus es una entidad excursionista y cultural sin ánimo de lucro del barrio de Sarriá de Barcelona. Fue fundada el día 11 de octubre de 1920 y tiene como objetivo el fomento y la práctica del excursionismo en todas sus vertientes deportivas y culturales. Tras la guerra civil fue clausurada por las autoridades franquistas hasta 1942. Es especialmente conocida por una exposición de arte organizada en 1946 considerada una de las primeras manifestaciones antiacadémicas de la posguerra y antecedente del grupo artístico Dau al Set.

## Historia
El nombre de "Els Blaus" (los azules) procede del color de la ropa de trabajo de sus fundadores, propia de los oficios de la época, a principios del siglo XX. Fue fundada en octubre de 1920 como centro excursionista con la práctica del montañismo, el esquí y la escalada. Desde sus inicios promueve además otras actividades culturales, como exposiciones de fotografía, pinturas, veladas musicales y poéticas, y charlas sobre historia local.
Después de la Guerra civil española fue clausurado por las autoridades franquistas hasta el 1942. El 1946 organizó una exposición de arte en su local de carácter antiacadémico que resultó histórica ya que es considerada uno de los antecedentes del grupo Dau al Set. Mantuvo también durante un tiempo un grupo sardanista y tiene su propia sección de arqueología.
Entre 1921 y 1936, y a partir de 1942 publica el boletín Els Blaus, revista semestral donde explican las actividades que organizan. Es miembro de la Federación de Entidades Excursionistas de Cataluña (FEEC).

## Reconocimientos
En 1995 recibió la Cruz de Sant Jordi y en 2004 la Medalla de Honor de Barcelona.
En año 2013 se inauguró la Placeta dels Blaus, un espacio público en El Barrio de Sarriá, situado en la esquina entre la avenida de JV Foix, la calle del Pedró de la Creu y la calle del Trinquet.